# Courtney Dauwalter
Courtney Dauwalter (13 de febrero de 1985) es una atleta estadounidense de ultramaratón. Especialista del ultra trail, ganó el Moab 240 en 2017 y los Western States 100 en 2018.

## Resultados
Terminó la carrera Moab 240 en 2 días, 9 horas y 59 minutos, más rápido que cualquiera de los hombres participantes y superando al segundo lugar por 10 horas.
Ganó el Ultra Trail du Mont Blanc -170 km- en el año 2019, y repitió su victoria en la edición 2021.
Repite victoria en la UTMB en 2023 con un tiempo de 23:29:14